# Mutter
Mutter bezeichnet das weibliche Elternteil einer Person.
Eine Mutterschaft (Maternität) wird in drei Aspekten unterschieden – biologische, rechtliche und soziale Elternschaft:
1. Im biologischen Sinne ist „Mutter“, wer die Eizelle beigetragen hat, aus der der Embryo entstanden ist. Da die moderne Reproduktionsmedizin es möglich macht, Eizellen und Embryonen zu übertragen, kann es sein, dass an ein und derselben Schwangerschaft mehrere Frauen beteiligt sind.
2. Wer im rechtlichen Sinne als „Mutter“ gilt, hängt von den Gesetzen der jeweiligen Gesellschaft ab: In Deutschland, wo Leihmutterschaft politisch nicht erwünscht ist, bestimmt der im Juli 1998 neu gefasste § 1591 im Bürgerlichen Gesetzbuch (BGB): „Mutter eines Kindes ist die Frau, die es geboren hat.“[1]
3. Im sozialen und psychologischen Sinne ist „Mutter“, wer (als Frau) einem Kind Mutterliebe entgegenbringt und damit die Grundlage dafür schafft, dass das Kind seine (meist) erste emotionale Bindung an einen anderen Menschen herstellen kann. Damit verbunden ist in der Regel die Pflege und Erziehung des Kindes, häufig auch Verantwortung für die Ausbildung. Da die soziale nicht zwingend an die biologische Mutterschaft gebunden ist, kann ein Kind auch mehrere Mütter haben, etwa in einer Regenbogen- oder Patchworkfamilie oder als Adoptivkind, oder wenn es von seiner Großmutter aufgezogen wird.

## Etymologie
Das Wort Mutter wird auf ein rekonstruiertes indogermanisches Stammwort *mātér- zurückgeführt. Der heutigen Form Mutter ging im Althochdeutschen und Mittelhochdeutschen die Form muoter voraus; die Schreibweise mit einfachem u ist erstmals im 15. Jahrhundert belegt. Wie Mutter (mit dem Verwandtschaftssuffix -er) geht auch das Wort Muhme auf die archaische Lallsilbe mā zurück.

## Physiologische Perspektive
→ Siehe Hauptartikel: Befruchtung, Nidation, Schwangerschaft, Geburt
Die meisten Frauen gelangen zur Mutterschaft auf natürlichem Wege, d. h. durch Befruchtung einer reifen Eizelle mit einem Spermium ihres männlichen Sexualpartners per Geschlechtsverkehr und anschließendem Einnisten und Austragen in der Gebärmutter sowie schließlich dem Gebären des Kindes. Die Entstehung einer Schwangerschaft setzt neben vielen anderen Faktoren Fruchtbarkeit der Frau voraus, die gewöhnlich mit der Pubertät beginnt und mit den Wechseljahren endet.
Die Reproduktionsmedizin bietet vielfältige Möglichkeiten, eine Schwangerschaft auch dann auf den Weg zu bringen, wenn der Kinderwunsch durch heterosexuellen Geschlechtsverkehr nicht erfüllt werden kann oder soll.

## Rechtliche Perspektive

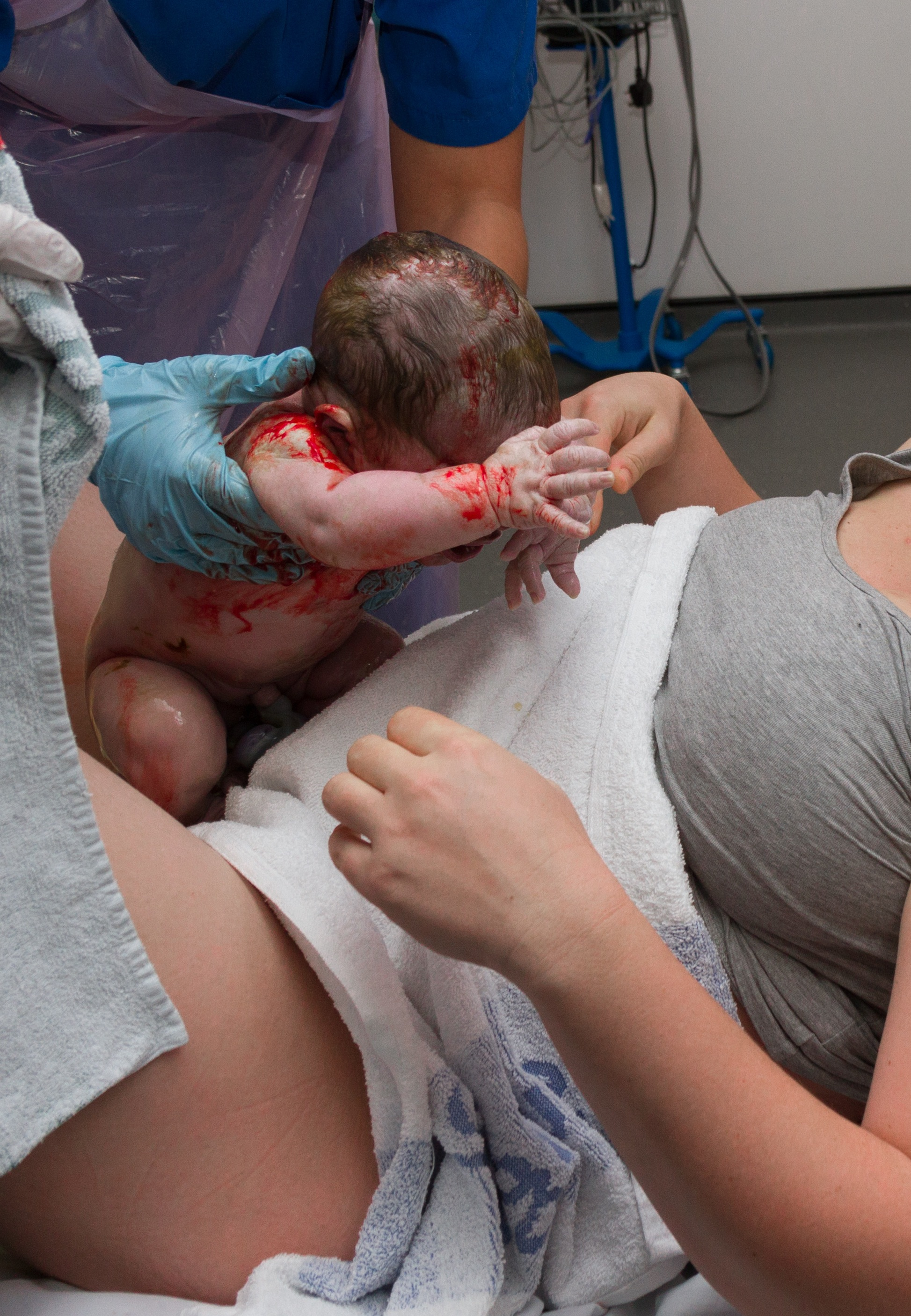
Im deutschsprachigen Raum ist Mutter im gesetzlichen Sinne, wer das Kind zur Welt bringt

### Wer ist Mutter?
In einer Vielzahl von Ländern – auch des deutschsprachigen Raumes – bedurfte es traditionell und mangels heutiger (medizintechnischer) Möglichkeiten keiner Legaldefinition der Mutterschaft. Mit der Geburt war auch die Mutterschaft der Gebärenden gewiss, wie es das Rechtssprichwort Mater semper certa est zum Ausdruck bringt.

#### Deutschland
In Deutschland ist nach § 1591 BGB Mutter („leibliche Mutter“, in der juristischen Fachsprache auch: „Kindsmutter“), wer das Kind geboren hat. Bei Leihmutterschaft ist infolgedessen nicht die auftraggebende Frau Mutter, sondern die Leihmutter, und zwar auch dann, wenn sie nicht die genetische Mutter ist.
Daneben kann eine Frau auch durch Adoption eines Kindes zur Mutter werden.
Eine Pflegemutter dagegen ist keine Mutter im Rechtssinne. Sie hat kein Sorgerecht – dieses verbleibt gewöhnlich bei den leiblichen Eltern oder bei einem Vormund –, hat nach § 1688 BGB aber Entscheidungsbefugnis in Angelegenheiten des täglichen Lebens des Kindes. Eine Stiefmutter ist, wenn sie mit dem leiblichen Elternteil des Kindes eine Ehe oder eingetragene Lebenspartnerschaft eingeht, mit dem Kind verschwägert und kann nach § 1687b BGB ein „kleines Sorgerecht“ ausüben, also in Angelegenheiten des täglichen Lebens des Kindes mitentscheiden. Mutter im vollen Rechtssinne wird sie nur, wenn sie das Kind adoptiert (Stiefkindadoption).

#### Österreich
In Österreich bestimmt der 1992 neu eingefügte § 137b ABGB, heute § 143 ABGB: „Mutter ist die Frau, die das Kind geboren hat.“ Ein Mutter-Kind-Verhältnis kann daneben auch durch Adoption rechtlich begründet werden.

#### Schweiz
In der Schweiz ist durch Artikel 252 Abs. 1 ZGB festgelegt: „Das Kindesverhältnis entsteht zwischen dem Kind und der Mutter mit der Geburt.“ In Absatz 3 heißt es weiter: „Ausserdem entsteht das Kindesverhältnis durch Adoption“.

#### Weitere Länder
Das französische und italienische Recht kennt noch die – in Europa sonst nicht mehr übliche – Mutterschaftsanerkennung.
In verschiedenen Ländern können auch zwei Mütter oder zwei Väter in homosexueller Partnerschaft oder auch mehr Personen das Erziehungsrecht übernehmen.

## Mutterschaft in Deutschland

### Rechtliche Implikationen
Aufgrund des Gleichberechtigungsgrundsatzes aus Artikel 3 GG unterscheiden sich die rechtlichen Implikationen der Mutterschaft in Deutschland kaum von denen der Vaterschaft bzw. von denen der Elternschaft im Allgemeinen. Ausnahmen betreffen unter anderem den gesetzlichen Mutterschutz, das Mutterschaftsgeld und die Mutterschaftsversicherung.
Das deutsche Strafrecht kennt seit 1871 den Tatbestand einer Kindstötung, der bei Müttern, die ihr unehelich geborenes Kind während oder unmittelbar nach der Geburt töteten, einen milderen Strafrahmen festlegte (§ 217 StGB); im preußischen Strafgesetzbuch hatte ein solches Gesetz als § 180 bereits zuvor existiert. Da Nichtehelichkeit heute kaum noch als Makel empfunden wird, wurde der Tatbestand obsolet, sodass der alte § 217 im Jahre 1998 abgeschafft wurde; entsprechende Taten werden seitdem wie Totschlag behandelt. In den letzten zwölf Jahren vor der Gesetzesänderung hatte die Justiz sich mit durchschnittlich 26,7 Kindstötungen pro Jahr beschäftigt.

### Die Familie im alten Handwerk

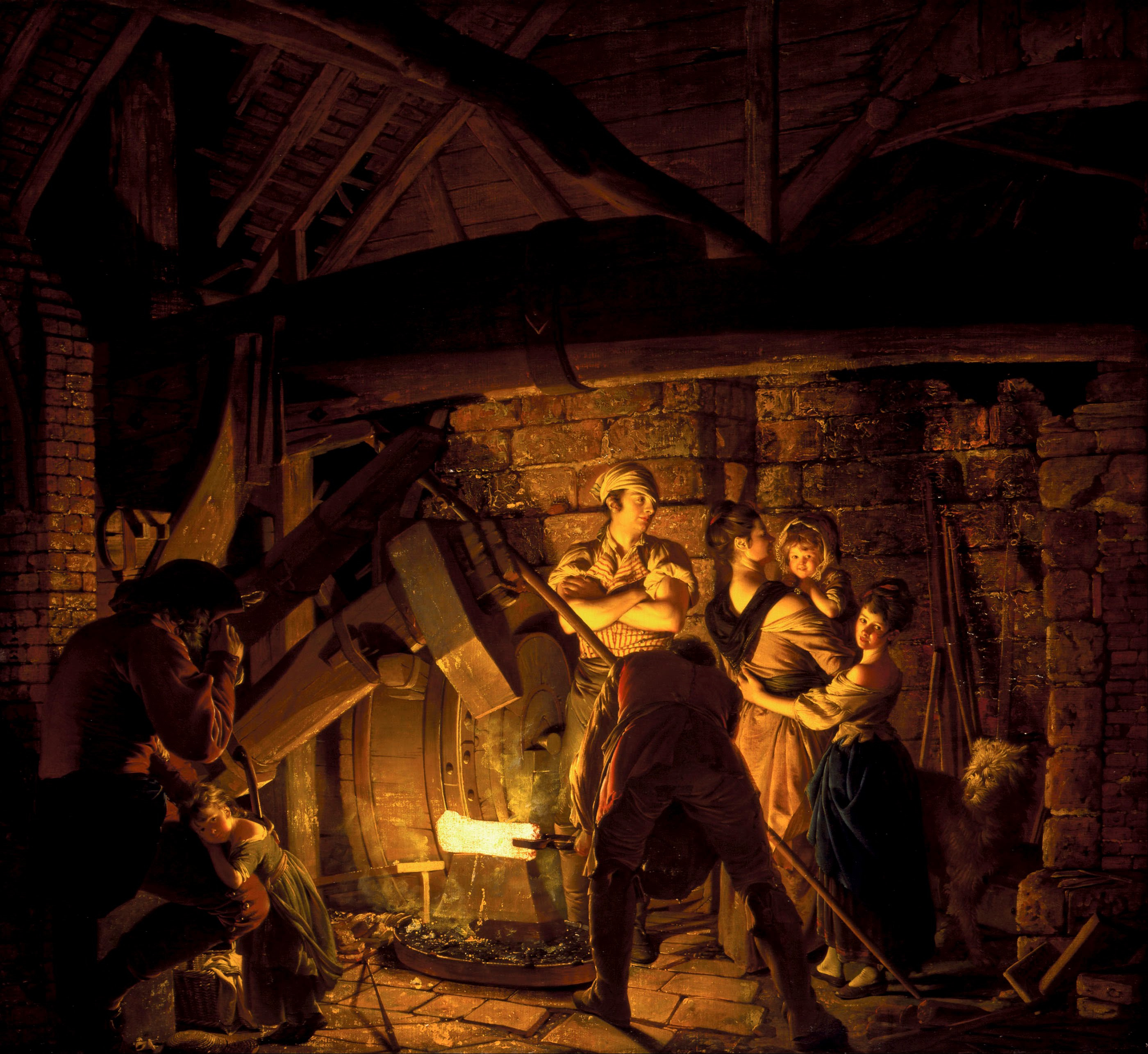
Die Schmiede (Gemälde von Joseph Wright of Derby, 1772)

Das „alte“, von der Zunftordnung geprägte Handwerk bestand vom Hochmittelalter bis etwa 1830. Handwerkliche Betriebe waren durch eine patriarchalische Verfassung, strenge Zunftaufsicht und reine Subsistenzwirtschaft geprägt. Die Lebensverhältnisse waren karg und die Partnerwahl erfolgte unter großem sachlich-ökonomischen Druck. Meisterfrauen mussten, weil sie dem „ganzen Haus“ auch in einem weiteren Sinne als „Mutter“ vorstanden, hohen sittlichen Standards genügen, überdies hatten sie bestimmte repräsentative und andere Rollenfunktionen auszuüben. Im Betrieb leisteten sie höchstens Verkaufs- oder Handlangerdienste, waren aber für Kundenkontakte, Haushalt, Garten und eventuellen Nebenerwerb zuständig. Handwerkerfamilien hatten durchschnittlich nur 2-3 Kinder, weil das Heiratsalter und die Kindersterblichkeit hoch waren; anders als in Bauernfamilien waren Kinder in Handwerkerfamilien weder wirtschaftlich rentabel noch wurden sie als Erben gebraucht. Das Handwerk setzte eine lange Lehrzeit voraus; Kinder konnten dabei höchstens Hilfsdienste leisten. Wirklich gebraucht wurde ihre Mitarbeit nur im Haushalt und im Nebenerwerb. Für Schulbesuch und Lehrgeld fielen Aufwendungen an, die sich aber nicht amortisierten. Als Erben spielten Kinder im Handwerk deshalb keine Rolle, weil durch Söhne durch den Wanderzwang den väterlichen Betrieb gar nicht übernehmen durften. Kinder wuchsen in großer räumlicher Enge, häufig ohne eigene Betten, in einem Haushalt auf, in dem Wohnung und Arbeitsstätte nicht geschieden waren und in dem meist auch Lehrlinge und ein Geselle, gelegentlich auch eine Dienstmagd lebten. Die Mutter wurde bei der Kinderpflege von älteren Kindern unterstützt, später erzogen auch der Vater und eventuell der Geselle mit, ersterer typischerweise mit großer Härte. Auch die Mutter verlangte Gehorsam, wurde aber eher geliebt als der tendenziell brutale Vater. Ausgerichtet war die Erziehung auf Gehorsam, Arbeitsamkeit, Schamhaftigkeit und Religiosität. Neben den eigenen Kindern hatte die Meisterfrau auch die Lehrlinge zu versorgen und erziehen, die kaum anders als die eigenen Kinder behandelt wurden. Das gesamte Verhalten unterlag einer strengen sozialen Kontrolle und war oft sehr förmlich; Ehegatten siezten einander und Kinder siezten ihre Eltern. Die Töchter, die von der Mutter die Hauswirtschaft und Lesen, Schreiben und Rechnen für den Hausgebrauch erlernten, verließen das Haus nach der Heirat, die Söhne entweder nach der Lehre oder – wenn sie nicht beim Vater lernten – schon vor der Lehre.
Als das Handwerk sich im 19. Jahrhundert unter dem Druck einer sich verändernden Wirtschaftswelt wandelte und heterogen wurde, übernahmen die wohlhabenderen Teile dieser Population nach und nach das bürgerliche Familienleitbild, während die ärmeren Handwerksschichten proletarisiert wurden.

### Die adelige Familie

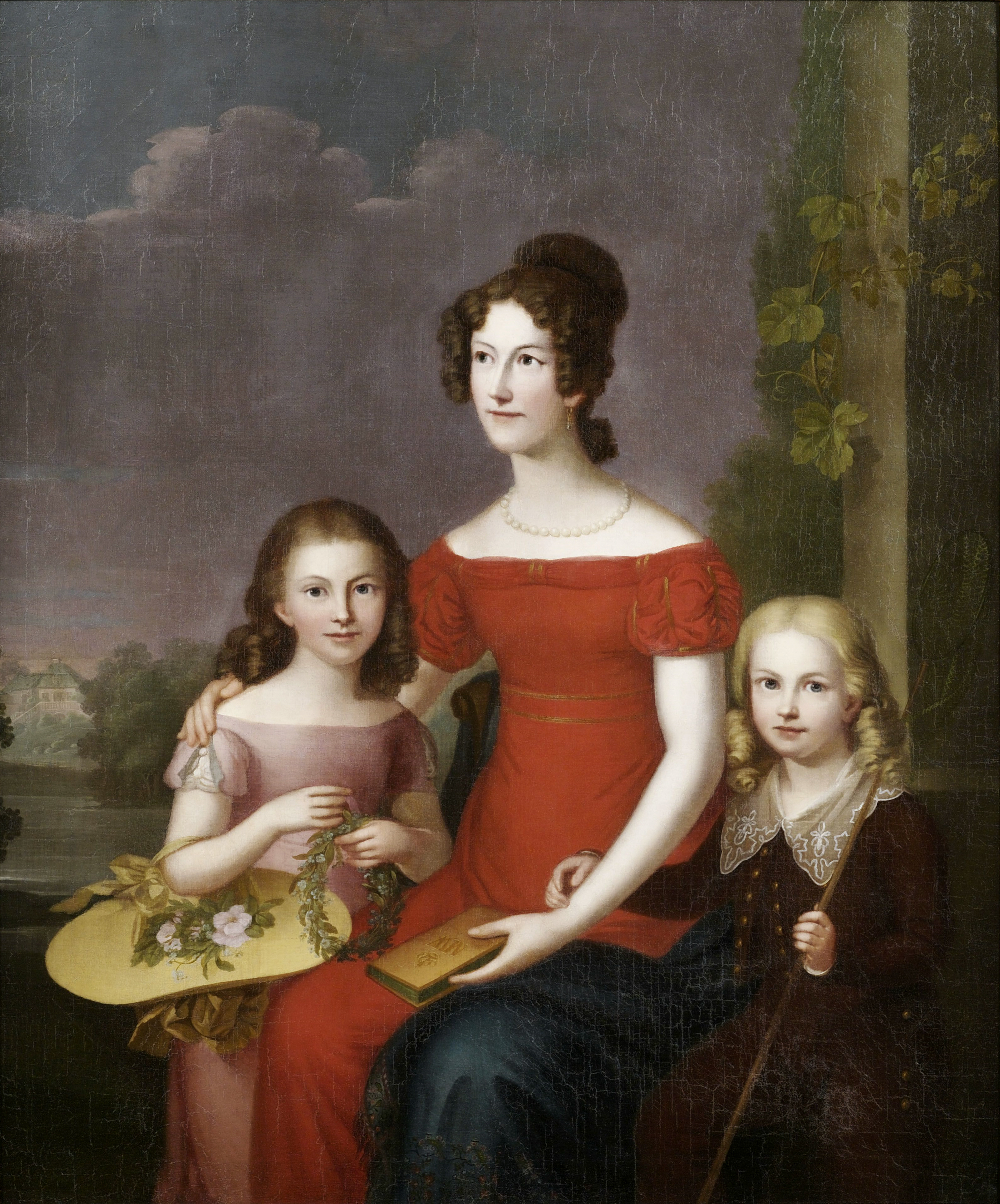
Mathilde Prinzessin zu Waldeck und Pyrmont mit 2 Kindern (Carl Rothe, vor 1825)

Im Adel, wo Nachkommen vor allem als Erben betrachtet wurden, war es üblich, ein Kind der Mutter unmittelbar nach der Geburt zu nehmen und einer Amme zu übergeben. Die sorgfältig ausgesuchte Amme wurde in der Regel ins Haus geholt und war Teil des meist sehr großen Haushalts. Der Einsatz von Ammen hatte unter anderem zur Folge, dass die Frauen nach einer Geburt schneller wieder schwanger werden und insgesamt mehr Kinder zur Welt bringen konnten.
Kinder wurden von klein auf streng und intentional erzogen, häufig nicht von den Eltern, sondern von Lehrern.

### Die bürgerliche Familie im 18. und 19. Jahrhundert

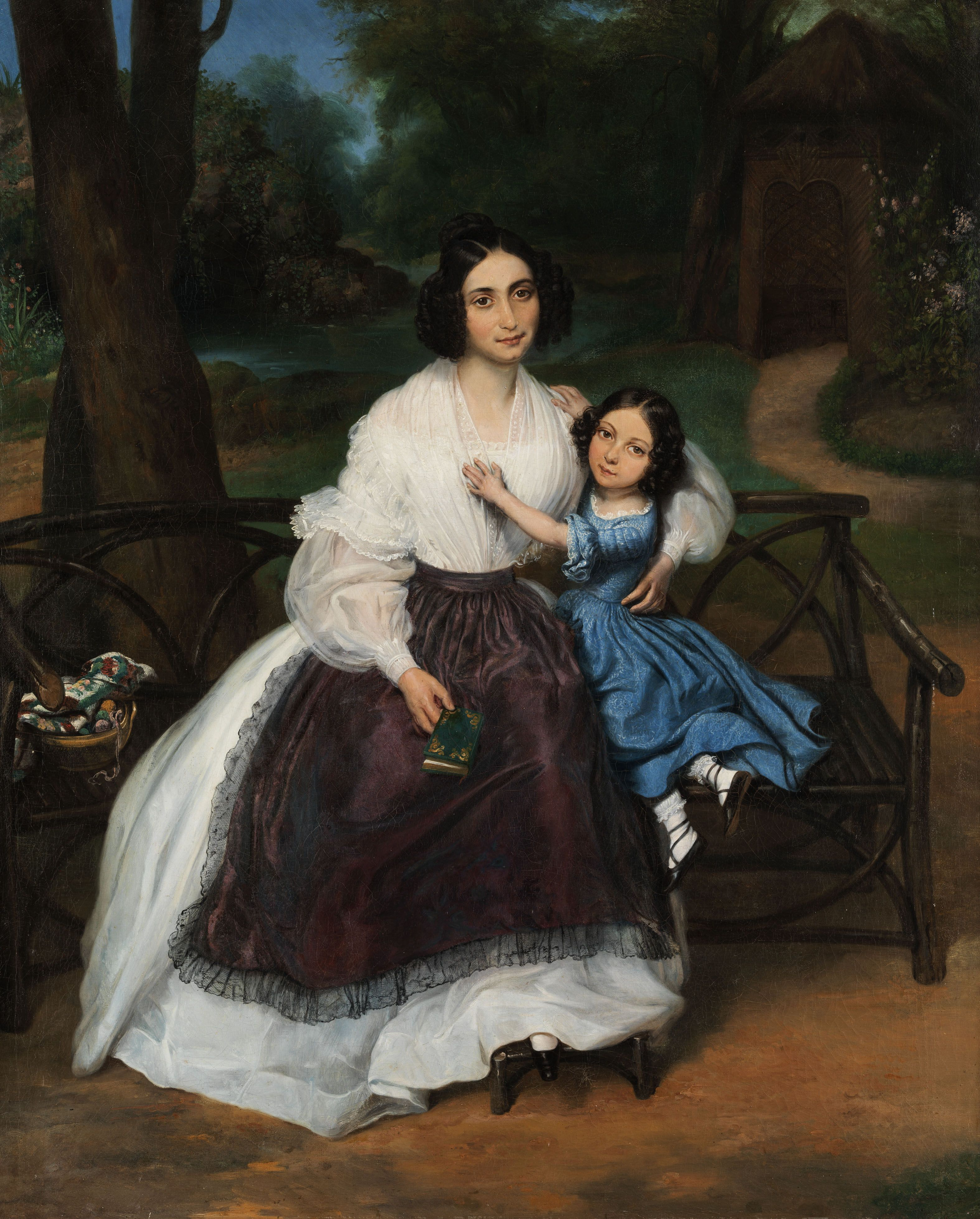
Biedermeier-Portrait einer jungen Frau mit Tochter (Gemälde eines unbekannten Künstlers, 1. Hälfte des 19. Jh.s)

Charakteristisch für die bürgerliche Familie, die als Typus in der zweiten Hälfte des 18. Jahrhunderts entstand, waren die Emotionalisierung und Intimisierung der Ehebeziehung, die Abschottung einer privaten Sphäre und die zentrale Bedeutung der Kinder und ihrer Erziehung. Mit Erwerbsarbeit hatten Mütter zwar nichts mehr zu tun, das bürgerliche Frauenbild sah aber eine – wenn auch primär durch Lektüre vermittelte – Teilnahme an gewissen Bereichen des öffentlichen Lebens vor, besonders an Literatur und Bildung. Mit der veränderten Einstellung zur Ehe wandelte sich auch das Verhältnis der Eltern zu ihren Kindern. Die Blutsverwandtschaft wurde aufgewertet, und die nun hoch emotionalisierte Mutter-Kind-Beziehung als „natürliches Band“ wertgeschätzt. Eine Rolle spielte dabei auch, dass Erkenntnisfortschritte der Medizin, die zu einer Verminderung der Kindersterblichkeit führten, vom gebildeten Bürgertum schnell rezipiert wurden. Während der Adel seinen Nachwuchs traditionell von Ammen, Kindermädchen und anderem Hauspersonal hatte aufziehen lassen, stillten und erzogen bürgerliche Mütter ihre Kinder selbst. Dienstmädchen waren auch in bürgerlichen Haushalten allgegenwärtig, erledigten bei der Kinderversorgung aber nur die Alltagsgeschäfte. Die bürgerliche Familie war ihrem Selbstverständnis nach eine Erziehungs- und Bildungsinstitution. Die Aufgabe der Mutter bestand vor allem darin, das Kind als „Spezialistin“ bewusst zu erziehen, d. h. ihm zu helfen, seine natürlichen, zur Vernunft strebenden Anlagen frei zu entfalten, und die Grundlagen dafür zu schaffen, dass die Kinder als gebildete Gesprächspartner in den gemüthaften Binnenraum der Familie einbezogen werden konnten. Der Umgang von Mutter und Kindern war zärtlich und liebevoll und eher von Lob und Tadel als von körperlicher Züchtigung geprägt. Es wurde zunehmend üblich, dass Kinder ihre Eltern duzten. Während der Vater außerhalb des Hauses wirkte, lebten tagsüber, also die meiste Zeit, nur Mutter und Kinder zusammen. Anders als in der bäuerlichen Familie wurde dem Kind aber Eigentümlichkeit zugebilligt; Erwachsene und Kinder schliefen in gesonderten Zimmern. Den eigentlichen Unterricht leisteten nicht die Mütter, sondern Privatlehrer und Schulen.

### Die Heimarbeiterfamilie in der ersten Hälfte des 19. Jahrhunderts

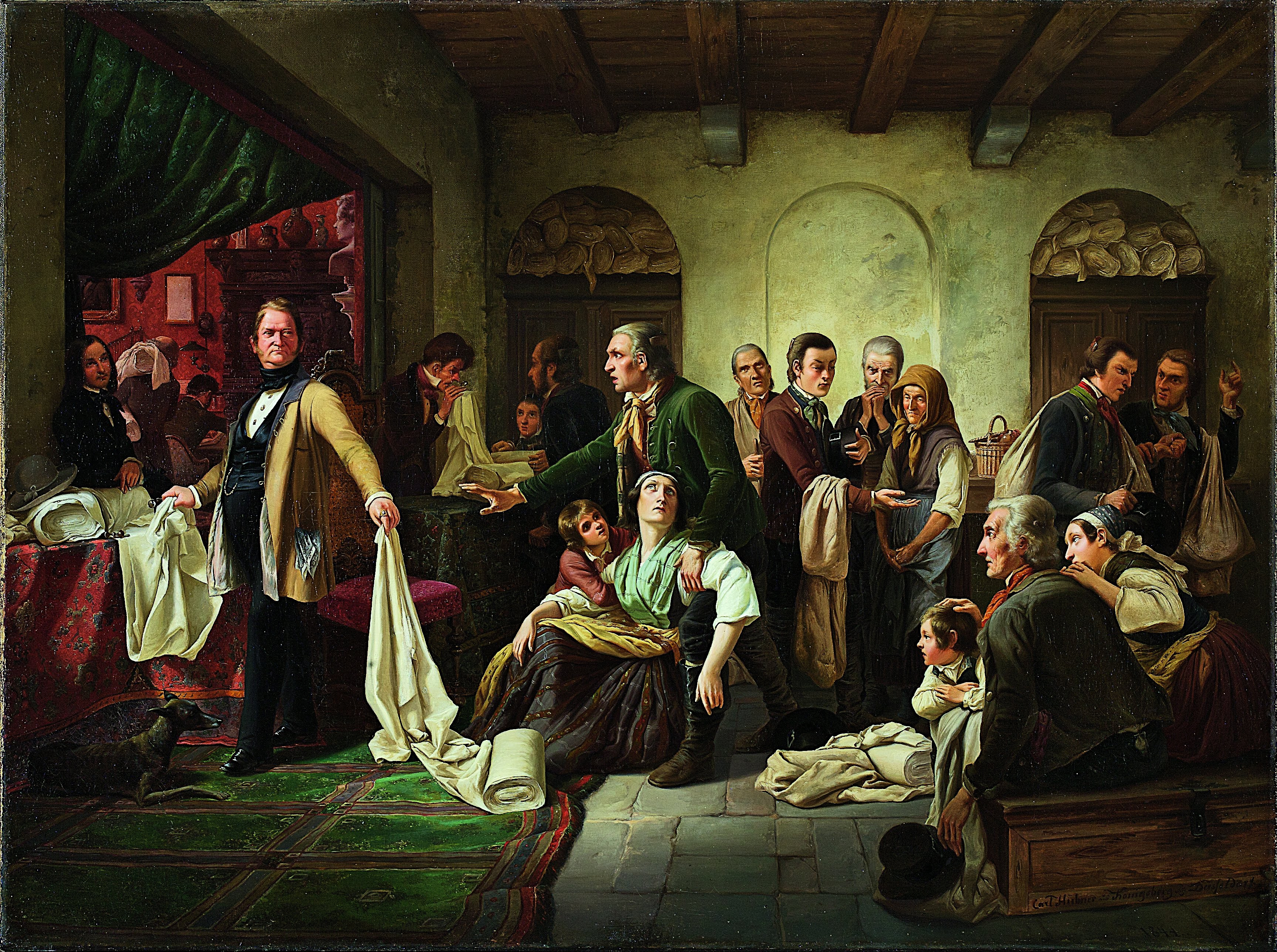
Die schlesischen Weber (Gemälde von Carl Wilhelm Hübner 1844)

Der Typus der Heimarbeiterfamilie entstand mit dem Verlagssystem am Ende des 18. Jahrhunderts, hatte seine größte Verbreitung 1835–1850, und ging – unter dem Konkurrenzdruck der industriellen Massenproduktion – danach im Typus der proletarischen Familie auf. Die Heimarbeiterschaft hatte sich aus kleinbäuerlichen Schichten rekrutiert, saß hauptsächlich auf dem Lande und litt fast überall unter extremer Beengung der Wohnverhältnisse, wobei die Wohnung gleichzeitig als Arbeitsplatz diente. Eher als Bauern und Handwerker konnten Heimarbeiter sich eine individualisierte Partnerwahl leisten, dennoch zeigten auch sie eine von ökonomischen Überlegungen geleitete Tendenz zur beruflichen Endogamie, d. h. Weber heirateten Weber usw. Ihre Haushalte bestanden in der Regel nur aus der Kernfamilie, also aus Eltern und Kindern. Weil die Familiengründung nicht an Besitz gebunden war, heirateten Heimarbeiter jung und hatten infolgedessen viel Nachwuchs. Der Familienalltag war – außer von räumlicher Beengtheit und fehlender Intimsphäre – von einer oft verkrüppelnden Arbeit, an der alle Familienmitglieder teilnahmen, von extrem langen Arbeitszeiten, von unzureichender Kost, von einer patriarchalisch strukturierten Familienverfassung und trotz der dauernden Präsenz aller Familienmitglieder von wenig Familienleben geprägt. Die Kindersterblichkeit war, zumal Frauen sich in der Schwangerschaft und Stillzeit keine Schonung erlauben konnten, sehr hoch. Mütter hatten für Hausarbeit und Kinderbetreuung wenig Zeit, Kinder – vor allem viele Kinder – wurden als Belastung empfunden. Ältere Geschwister mussten bei der Versorgung der Jüngeren mithelfen; so früh wie möglich wurden dann aber auch die Jüngeren in die Arbeit einbezogen. Eine reflektierte Erziehung fand nicht statt, und da die Familienbeziehungen durch die prekären Lebensverhältnisse oft demoralisiert waren und Eltern ihren Kindern außer Kost nicht viel bieten konnten, verloren sie schon früh die elterliche Kontrolle – spätestens wenn das Kind das Haus verließ, um anderswo zu arbeiten.

### Die bäuerliche Familie im 19. Jahrhundert

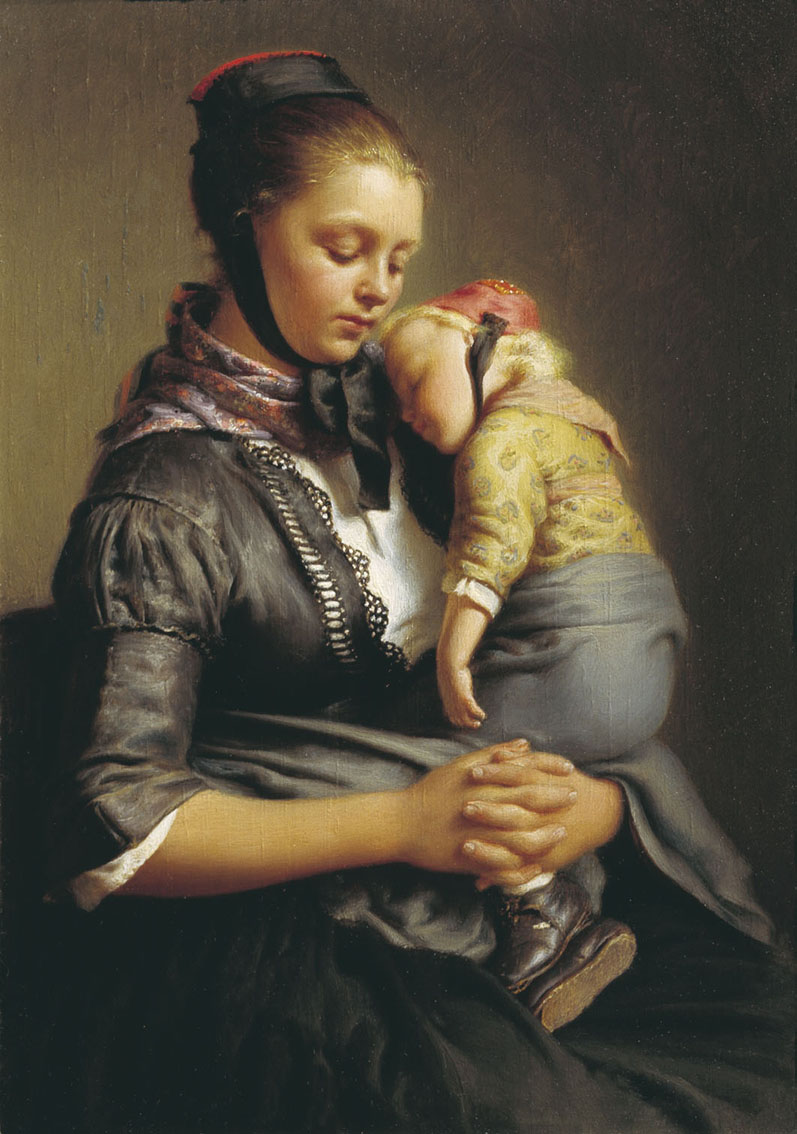
Bäuerin mit schlafendem Kind (Gemälde von Gerhardt Wilhelm von Reutern 1843)

Von der Bauernbefreiung bis zum Ende des Ersten Weltkrieges waren durchschnittliche Bauernhöfe in Deutschland auf Selbstversorgung und Subsistenz ausgerichtet und boten ihren Bewohnern lediglich karge Lebensstandards. Die sozialen Beziehungen innerhalb der Hausgemeinschaften waren von einer patriarchalischen Hierarchie und von ökonomischen Zwängen bestimmt. Weil ein Hof ohne Bäuerin nicht betrieben werden konnte, war Heirat einerseits eine Lebensnotwendigkeit; die Beziehung von Mann und Frau war in hohem Maße Arbeitsbeziehung, und die Partnerwahl instrumentell. Weil Heirat voraussetzte, dass der Bauer bereits einen eigenen Hof erlangt hatte, war das Heiratsalter andererseits hoch, was die Geburtenziffern deutlich senkte. Bäuerinnen leisteten – besonders in den Aufbaujahren eines Hofes – hochqualifizierte und schwere Arbeit, typischerweise im Haus, im Garten, in der Milchwirtschaft und mit dem Kleinvieh. Obwohl Kinder als billige Arbeitskräfte, als Alterssicherung und als Erben gebraucht wurden, konnte auf Schwangerschaften und Stillzeiten wenig Rücksicht genommen werden; Säuglinge mussten oft unbeaufsichtigt gelassen werden. Die Kindersterblichkeit war infolgedessen hoch, und die Zahl der Kinder, die Bauernpaare im 19. Jahrhundert in Deutschland aufgezogen haben, als Summe aller hier genannten Faktoren deutlich niedriger, als ohne Nachweis oft behauptet wird. John E. Knodel, der die ländliche Demografie am Beispiel eines bayerischen Dorfes untersucht hat, kam z. B. auf durchschnittlich 3 Kinder. Mütter wurden bei der Kinderversorgung von älteren Kindern und von Gesinde, seltener von Einliegern, Inwohnern oder Altenteilern unterstützt. Kinder wurden früh in die Arbeit einbezogen, blieben darüber hinaus aber viel sich selbst überlassen, erhielten wenig elterliche Aufmerksamkeit und wuchsen ohne intentionale Erziehung auf. Der Bauer, der hausherrliche Gewalt über den ganzen Hof übte, setzte sich mit Befehlen und Körperstrafen durch; Mütter waren zu den Kindern in der Regel weniger streng, aber keineswegs zärtlich. Einer Sentimentalisierung der Mutter-Kind-Beziehung, wie sie im 17. Jahrhundert im Bürgertum entstanden war, stand in Bauernfamilien nicht nur die hohe Kindersterblichkeit entgegen, sondern auch die weit verbreitete Notwendigkeit, Kinder schon mit 12 Jahren in den Gesindedienst fortzugeben. Das enge Zusammenleben mit dem Gesinde, das mit den Bauernkindern oft im selben Alter war und ihnen gleich behandelt wurde, tat ein Übriges, um Unterschiede zwischen eigenem und fremdem Blut zu nivellieren.

### Die Arbeiterfamilie im 19. Jahrhundert

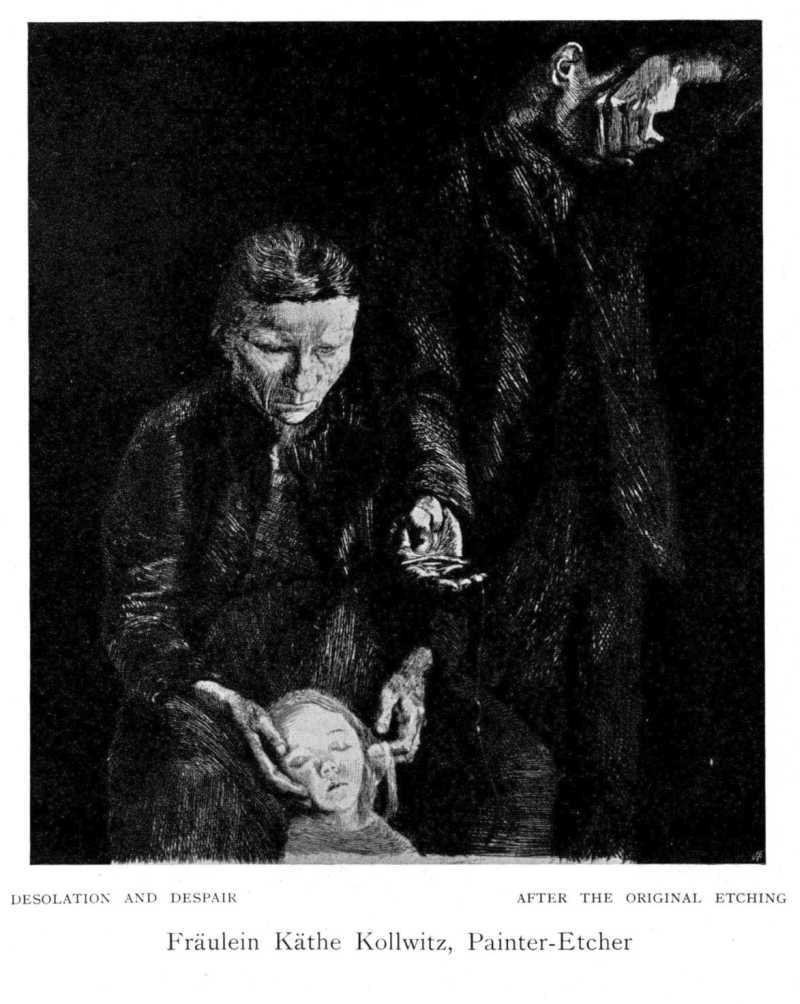
Trostlosigkeit und Verzweiflung (Zeichnung von Käthe Kollwitz 1905)

Der Typus der proletarischen Familie entstand in der zweiten Hälfte des 19. Jahrhunderts mit der Ausbreitung der städtischen Fabrikarbeit, die vor allem verarmte Handwerker und verarmte Teile der Landbevölkerung anzog. Kennzeichnend für die Lebensverhältnisse in Arbeiterhaushalten waren Besitzlosigkeit, wirtschaftliche Instabilität, lange Arbeitszeiten, schlechte Ernährung, schlechte und überbevölkerte Wohnungen, sowie fehlende Privatsphäre einerseits und ständige Trennung fast aller Familienmitglieder während des Tages andererseits. Weil die Familiengründung nicht an Besitz gebunden war, wurden Ehen jung geschlossen, in relativ großer Freiheit von ökonomischen Überlegungen; die ständige Sorge ums tägliche Brot zerstörte das Verhältnis der Eheleute oft aber schon bald. Das niedrige Heiratsalter und Unwissen um Geburtenkontrolle führte in Arbeiterfamilien zu besonders großem Kinderreichtum; noch in der Zwischenkriegszeit wurden in deutschen Arbeiterfamilien trotz hoher Kindersterblichkeit durchschnittlich 4,67 überlebende Kinder gezählt. Bessergestellte Teile der Arbeiterschaft begannen, bürgerliche Wertvorstellungen zu adaptieren, wie z. B. die Idee, dass die Frau ins Haus gehöre. Sobald das Geld knapp wurde – etwa weil mehr Kinder geboren wurden –, mussten Frauen jedoch hinzuverdienen, im Idealfall mit relativ gut bezahlter Fabrikarbeit, sonst in Heimarbeit oder durch Putz- oder Wascharbeiten oder durch Aufnahme von Untermietern, Schlafgänger oder Pflegekindern. Da der Ehemann tagsüber meist abwesend war, mussten kleine Kinder, wenn sie nicht alleingelassen oder unter die Aufsicht älterer Geschwister gestellt wurden, in Krippen, Bewahrschulen, Horten und Kindergärten bzw. bei Verwandten, Nachbarn oder Ziehmüttern untergebracht werden. Ältere Kinder gingen zur Schule oder blieben sich selbst überlassen oder wurden auf der Straße sozialisiert. Prekär wurde die Situation, wenn Mütter, weil sie zu viele Kinder hatten, nicht mehr hinzuverdienen konnten. Mütter litten generell unter der Dominanz und oft Gewaltsamkeit ihrer Männer sowie unter der Fesselung ans Haus, waren mit Arbeit überlastet und konnten während ihrer Schwangerschaften und Stillzeiten keine Rücksicht erwarten. Kinder – vor allem viele Kinder – bedeuteten materielle Belastung und tendenziell Not. Durch Kinderarbeit, die meist als Heimarbeit ausgeübt wurde, konnte diese zwar gemildert werden. Für die Pflege persönlicher Beziehungen, d. h. für Familienleben blieb in Arbeiterfamilien aber wenig Zeit und Energie. Statt intentional war die Erziehung daher naturwüchsig und das Verständnis der Eltern für den Wert einer soliden Schulausbildung gering. Kinder nahmen schon mit 13–14 Jahren eine volle Berufstätigkeit auf und verließen ihr Elternhaus meist so früh, wie sich Gelegenheit bot.
Von der zweiten Hälfte des 19. Jahrhunderts führten neue Gesetze zu einer Verbesserung der Situation der arbeitenden Mütter. So wurde 1878 in der Reichsgewerbeordnung (§ 138) ein erstes Beschäftigungsverbot für Wöchnerinnen in Fabriken geschaffen. 1883 folgte die Einrichtung der gesetzlichen Krankenversicherung. Der Mutterschutz wurde in mehreren Gesetzesnovellen von ursprünglich 3 Wochen auf 8 Wochen (1910) ausgedehnt; einen Verdienstausfall erhielten Arbeiterinnen jedoch nicht.

### Die bürgerliche Familie im Deutschen Kaiserreich

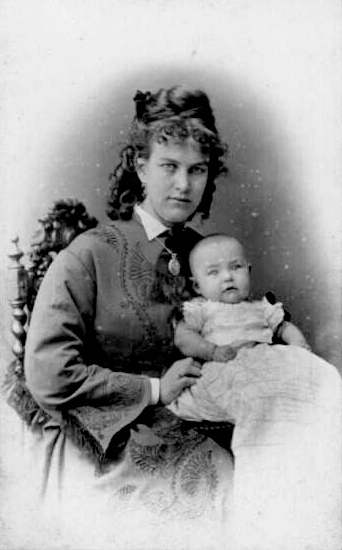
Die Schriftstellerin Ida Boy-Ed (1852–1928) mit ihrem Sohn Karl (1873)

Ein Normenwandel der Rolle der bürgerlichen Frau als Mutter wurde in der zweiten Hälfte des 19. Jahrhunderts durch literarische Werke wie Madame Bovary, Anna Karenina, Nora und Effi Briest antizipiert. In all diesen Werken geht durch die bis dahin scheinbar hermetische Logik der bürgerlichen Familienkonstruktion ein Bruch; die Aporie der Rolle der Frau, die Individuum, als Ehefrau und Mutter aber gleichzeitig Dienerin des Familienziels sein sollte, schlug in offenen Konflikt um. Auf politischer Ebene entsprach diesem Wandel die Einführung der Scheidung (Deutsches Reich: 1875; Schweiz, bundesweit: 1876). Mütter blieben gegenüber ihren Ehemännern rechtlich aber weiterhin stark benachteiligt. Unter dem Preußischen Allgemeinen Landrecht (1794–1900) schuldeten Kinder der Mutter zwar Ehrfurcht und Gehorsam, standen aber vorzüglich unter väterlicher Gewalt. Letztere war bis ins Detail geregelt und schloss u. a. die Entscheidung darüber ein, wie lange ein Kind gestillt und wie es erzogen werden sollte. Nach dem Inkrafttreten des Bürgerlichen Gesetzbuches (1900) blieb der Vorrang der väterlichen Gewalt unvermindert bestehen.
Mütterliche Erziehung war in der Zeit des Deutschen Kaiserreiches auch von der allmählich sich herausbildenden wissenschaftlichen Anthropologie des Kindes bestimmt, die am Ende des 19. Jahrhunderts in die Entstehung der Pädiatrie und der Kinderpsychologie mündete. Die Vertreter dieser jungen Disziplinen gaben in ihren Schriften bereitwillig Erziehungsempfehlungen, die in den gebildeten bürgerlichen Haushalten aufmerksam rezipiert wurden. Zusammen mit den Expertenratschlägen empfingen Mütter hier erstmals in der Geschichte den Eindruck, dass Erziehung ein überaus delikates Geschäft sei, bei dem mit jeder Abweichung von der Ideallinie dem Kinde ein Schaden drohe. Beispielhaft sei hier Alfred Adler genannt, der in seiner Schrift Der Arzt als Erzieher (1905) Eltern einerseits vor Lieblosigkeit warnte, andererseits aber auch davor, Kinder zu verwöhnen und ihre Liebkosungen anzunehmen. Die meisten Erziehungsautoren der Zeit hielten Kinder für triebhafte und tendenziell widersetzliche „Instinktwesen“, die durch gewissenhafte Erziehung an ein vernünftiges und soziales Verhalten herangeführt werden müssen.
Die in hohen Auflagen erscheinende allgemeinverständliche wissenschaftliche Literatur schloss vom späten 19. Jahrhundert an auch Schriften ein, die Auskunft über Möglichkeiten der Empfängnisverhütung gaben. Die direkte Folge war ein massiver Einbruch der Geburtenziffern. Hatten die 1874 geborenen Frauen noch durchschnittlich vier Kinder zur Welt gebracht, so waren es bei den 1881 geborenen nur noch drei Kinder. Der Trend zu weniger Kindern wurde um die Jahrhundertwende erstmals spürbar und setzte sich von da fast stetig fort; erst die um 1930 geborenen Frauen hatten wieder geringfügig mehr Kinder.

### Weimarer Republik

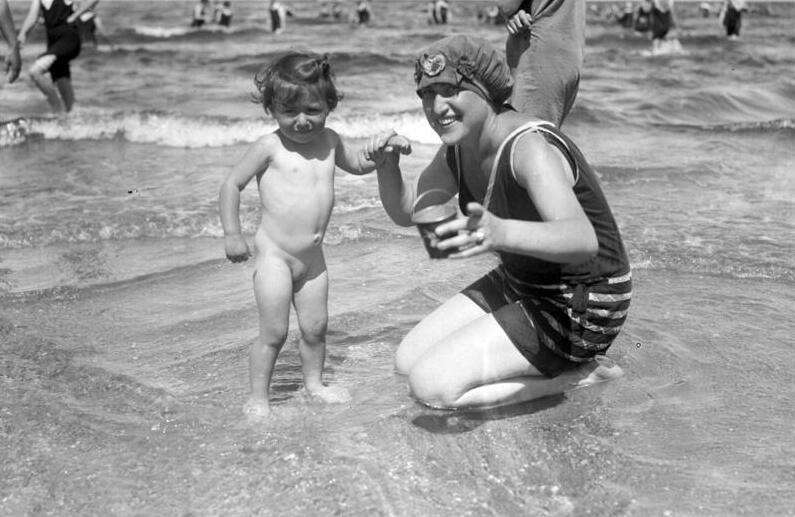
Ferien an der Ostsee (Sommer 1930)

Einen gesellschaftlichen Diskurs über die Verbesserung der Stellung von Frauen und Müttern hatte es in Deutschland seit der Ersten Frauenbewegung gegeben. Meilensteine dieser Entwicklungen waren neue gesetzliche Regelungen zum Mutterschutz und im Jahre 1918 die Einführung des Frauenwahlrechts. In der Weimarer Republik wurde der Mutterschutz weiter ausgeweitet, Wöchnerinnen genossen seitdem auch Kündigungsschutz und hatten Anspruch auf Stillzeiten. 1927 wurde der Mutterschaftsurlaub per Gesetz auf zwölf Wochen verlängert (vier Wochen vor, acht Wochen nach der Entbindung); wie schon im Kaiserreich galten diese Regelungen allerdings nur fürs Gewerbe und z. B. nicht für Hausangestellte.
Aufgrund von Zölibatsklauseln waren verheiratete Frauen und Mütter von vielen Berufen ausgeschlossen (Beamtinnen, Lehrerinnen). Haushalte mit zwei voll erwerbstätigen Ehepartnern waren in der Zeit der Weimarer Republik, die ja Massenarbeitslosigkeit erlebt hatte, politisch unerwünscht, und im Mai 1932 schuf der Reichstag Regelungen, die es erlaubten, verheiratete Frauen aus Beamten- und Angestelltenverhältnissen des öffentlichen Dienstes zu entlassen.
Die landesrechtlich bis dahin unterschiedlichen Regelungen zur gesetzlichen Vertretung unehelicher Kinder wurden 1924 im Rahmen des Reichsjugendwohlfahrtgesetzes vereinheitlicht. Unehelich geborene Kinder erhielten seitdem per Gesetz einen Amtsvormund; die Mütter konnten de jure keine elterliche Gewalt ausüben.

### Nationalsozialismus

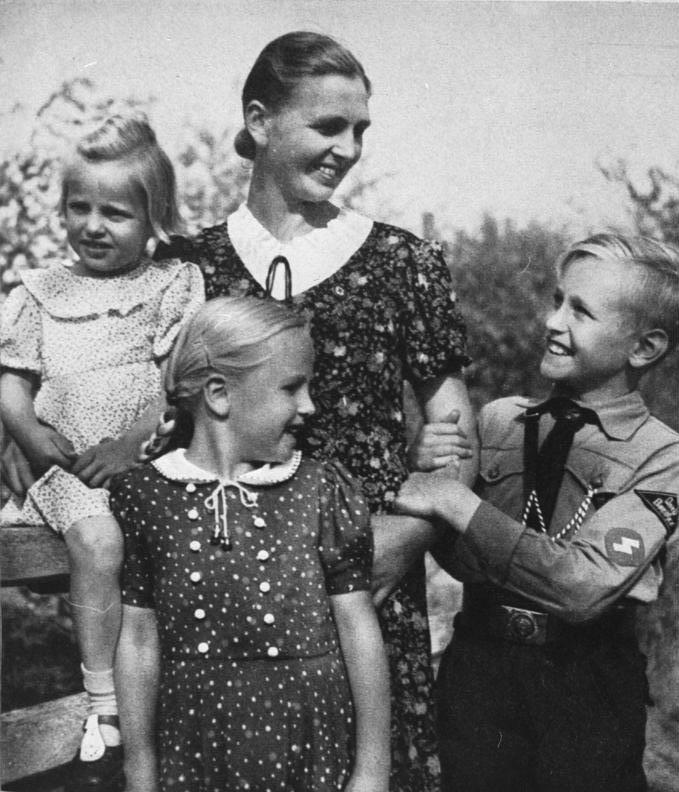
Mutter mit drei Kindern (1943)

In seinem programmatischen Werk Mein Kampf hatte Hitler geschrieben: „Das Ziel der weiblichen Erziehung hat unverrückbar die kommende Mutter zu sein.“ Da die nationalsozialistische Bevölkerungspolitik rasseideologisch motiviert war – ihr Ziel war die „Rassereinheit“ –, lag ihr, wie Gisela Bock aufgewiesen hat, neben dem offiziellen Pronatalismus aber auch ein extremer Antinatalismus zugrunde. „Wertvolles Leben“ sollte ausgelesen, „minderwertiges Leben“ dagegen ausgemerzt werden. Auf der Grundlage des Anfang 1934 in Kraft getretenen Gesetzes zur Verhütung erbkranken Nachwuchses wurden bis 1945 etwa 200.000 Frauen zwangssterilisiert. Auch Zwangsabtreibungen und Tötung von Neugeborenen wurden im großen Stil praktiziert. Die in der Weimarer Republik begonnene Verdrängung verheirateter Frauen aus dem Erwerbsleben wurde unter dem Nationalsozialismus weiter fortgesetzt; so konnten Paare, wenn die Frau nach der Heirat ihre Berufstätigkeit aufgab, von 1933 an ein unverzinsliches Ehestandsdarlehen erhalten. Verheirateten Ärztinnen wurden 1934 die Kassenzulassungen entzogen. Mutterschaft wurde massiv propagiert, der Muttertag wurde 1933 zum öffentlichen Feiertag, und Frauen, die vier oder mehr Kinder geboren hatten, konnten auf Vorschlag des NSDAP-Ortsgruppenleiters oder Bürgermeisters von Ende 1938 an mit dem Mutterkreuz ausgezeichnet werden. Von 1936 an wurden an Familien mit 5 und mehr Kindern unter 16 Jahren eine laufende Kinderbeihilfe ausgezahlt, die im April 1938 auch auf Familien mit 3 und 4 Kindern ausgeweitet wurde. Große Breitenwirkung hatten die Mütterschulungskurse der NS-Frauenschaft, die inhaltlich auf Johanna Haarers Büchern Die deutsche Mutter und ihr erstes Kind und Unsere kleinen Kinder basierten. Der Nationalsozialismus hatte keine selbstständige Anthropologie des Kindes hervorgebracht; Haarers Schriften waren mit Pflicht- und Opferrhetorik durchsetzt, ihre Pädagogik war jedoch kaum mehr als eine zugespitzte Version der Pädagogik der Jahrhundertwende. Das 1934 gegründete Hilfswerk Mutter und Kind leistete mit Hilfe ehrenamtlicher Mitarbeiterinnen Schwangeren- und Wöchnerinnenfürsorge, unterstützte ledige Mütter, betrieb Kindertagesstätten und organisierte Mütter- und Kindererholungsprogramme. Die Einrichtungen der Lebensborn-Organisation, die 1935 ursprünglich gegründet worden war, um unehelichen Müttern „arischer“ Kinder anonyme Entbindungen und Adoptionen zu ermöglichen, wurden tatsächlich nur von einigen Tausend deutscher Frauen genutzt.
Nachdem – u. a. durch die Hochrüstungspolitik – im Jahre 1936 Vollbeschäftigung erreicht war und sich schon 1937 ein ernsthafter Arbeitskräftemangel abzeichnete, wurden die Beschränkungen der Frauenarbeit wieder gelockert. Ab 1938 wurden vielen Haushalten mit Kindern Pflichtjahrmädchen zugeteilt.

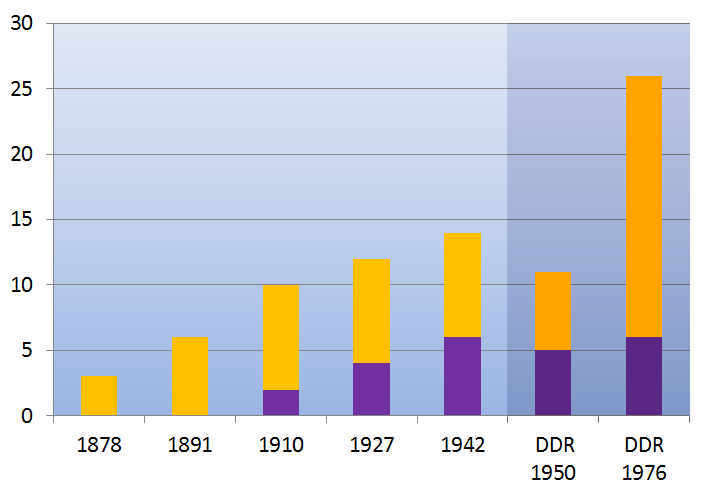
Der gesetzliche Mutterschutz wurde 1942 auf den Zeitraum ausgedehnt, den er in Deutschland bis heute hat: 6 Wochen vor (lila) und 8 Wochen nach der Geburt (gelb)

Im Verlaufe des Zweiten Weltkrieges stieg der Arbeitskräftemangel so stark an, dass weibliche Erwerbstätigkeit – auch die Erwerbstätigkeit von Müttern – ab etwa 1942 ausdrücklich erwünscht war. Am 1. Juli 1942 wurde das Mutterschutzgesetz deutlich verbessert; es galt nun auch für Hausangestellte, landwirtschaftliche und Heimarbeiterinnen, umfasste Beschäftigungseinschränkungen für werdende und stillende Mütter, Kündigungsschutz für Schwangere und eine Anhebung des Wochengeldes auf die Höhe des vollen Lohnes. Von 1944 an konnte ein Stillgeld, das zuvor nur erwerbstätigen Frauen zugestanden hatte, von allen Müttern 26 Wochen lang in Anspruch genommen werden. Seit 1942 konnte das Reichsarbeitsministerium Unternehmen verpflichten, entweder Betriebskindergärten einzurichten oder kommunale Einrichtungen finanziell zu fördern. Vom Oktober 1943 an hatten alle erwerbstätigen Frauen Anspruch auf einen unbezahlten monatlichen Hausarbeitstag.
Eine Anhebung der Geburtenziffer wurde in der Zeit des Nationalsozialismus trotz aller Propaganda- und familienpolitischen Maßnahmen nicht erreicht; der bereits an der Jahrhundertwende beobachtbare Trend zur 2-Kinder-Familie setzte sich 1933–1945 ungebrochen fort (siehe Grafiken oben). Das durchschnittliche Erstheiratsalter für Frauen lag in der Zeit des Nationalsozialismus sogar höher als jemals zuvor im 20. Jahrhundert, nämlich bei 26,2 Jahren (1938).
Die wichtigste medizinische Neuerung der Zeit war die in Deutschland von Karl Julius Anselmino vorangetriebene Einführung der geburtshilflichen Periduralanästhesie (1944), die Frauen erstmals in der Geschichte eine weitgehend schmerzfreie vaginale Geburt ermöglichte.

### Bundesrepublik Deutschland (1945–1965)

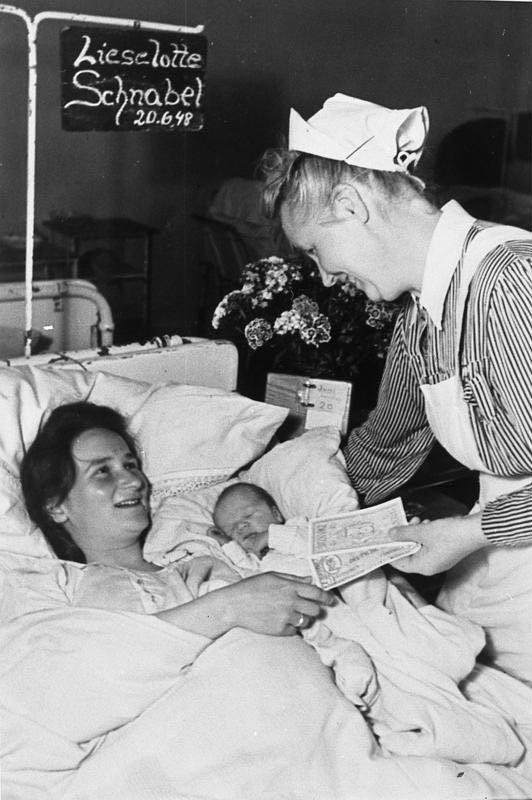
Frau mit Neugeborenem (1948; gezeigt wird die Auszahlung des „Kopfgeldes“ an das Kind im Rahmen der Währungsreform)

Die 1950er und 1960er Jahre, die in der Bundesrepublik Deutschland soziologisch durch eine fast vollständige Einbindung der Bevölkerung in Familien gekennzeichnet war, werden gelegentlich als Goldenes Zeitalter der Ehe bezeichnet. Seit 1949 übernimmt der Bundespräsident auf Antrag der Eltern eine symbolische Patenschaft für das siebte Kind von Familien. Zur Förderung der Müttergesundheit wurde 1950 das Müttergenesungswerk gegründet. Das 1952 verabschiedete Gesetz zum Schutz der erwerbstätigen Mutter (Mutterschutzgesetz) entsprach inhaltlich weitgehend dem entsprechenden Gesetz von 1942. Infolge von Artikel 117 des Grundgesetzes entfielen von 1953 an sämtliche älteren gesetzlichen Regelungen, die gegen den Gleichberechtigungsgrundsatz aus Artikel 3 verstießen. Dies betraf unter anderem den bis dahin immer noch im BGB festgeschriebenen Vorrang des Vaters bei der elterlichen Gewalt. Als Kernstück des Familienlastenausgleiches wurde 1954 unter dem CDU-Familienminister Franz-Josef Wuermeling das Kindergeld eingeführt, das anfangs allerdings nur Erwerbstätigen mit mindestens 3 Kindern zustand. Auch die Erwerbsarbeit von Ehefrauen und Müttern wurde weiter erleichtert, etwa mit der Abschaffung der letzten Zölibatsklauseln (1956/1957).
Die Geburtenziffer, die bis in die Zeit des Nationalsozialismus immer weiter gesunken war, nahm in der Kohorte der um 1930 geborenen Frauen, die mehrheitlich in den 1950er Jahren heirateten, geringfügig wieder zu. Diese Frauen hatten durchschnittlich 2,2 Kinder. In der Ratgeberliteratur waren weiterhin Autoren wie Johanna Haarer tonangebend, die ihre Werke – von nationalsozialistischer Rhetorik nunmehr bereinigt – noch bis 1987 auflegte. Schon 1952 erschien daneben erstmals aber auch Benjamin Spocks Standardwerk Säuglings- und Kinderpflege in deutscher Übersetzung, das auf Freuds Psychoanalyse und einer modernen Säuglingsanthropologie basierte, die das Kind nicht als zu domestizierendes Triebwesen, sondern als einen mit Würde und Liebe zu behandelnden jungen Menschen begriff. 1950 war in Deutschland erstmals industriell hergestellte, der Muttermilch ähnliche Säuglingsnahrung erhältlich (Humana), und verhalf der Flaschenfütterung zu einem allmählichen Aufschwung.

### Mutterschaft in der DDR

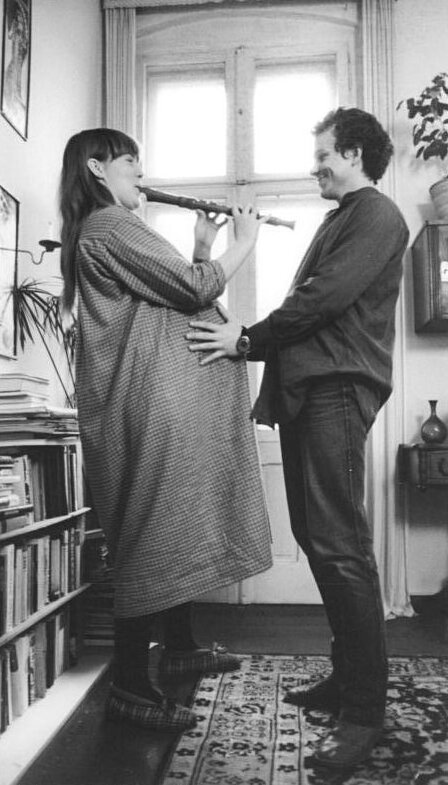
Familienszene (Ost-Berlin 1985)

#### Demografie
Die Geburtenziffer lag in der DDR – besonders in der Kohorte der bis 1965 geborenen Frauen – geringfügig höher als in der Bundesrepublik. Auch heirateten Frauen in der DDR etwa zwei Jahre jünger als in der BRD; ihr erstes Kind bekamen sie ein bis zwei Jahre früher.

#### Familienpolitik
Die Unterscheidung zwischen ehelichen und nichtehelichen Kindern war in der Deutschen Demokratischen Republik mit dem Gesetz über den Mutter- und Kinderschutz und die Rechte der Frau schon 1950 abgeschafft worden. Paare, die bis zum 26. Lebensjahr heirateten, konnten aber einen zinslosen Kredit von 5000 Mark beanspruchen, der bei Geburt jedes Kindes zu einem Viertel erlassen wurde („abkindern“). Mütter, die regelmäßig die Schwangerschaftsberatung besucht hatten, erhielten pro Geburt 1000 Mark Geburtenhilfe. Während des Schwangerschafts- (6 Wochen vor der Entbindung) und Mutterschaftsurlaubs (20 Wochen nach der Entbindung) wurde das volle Gehalt ausgezahlt. Beim ersten und zweiten Kind war darüber hinaus eine berufliche Freistellung bis zum Ende des 1. Lebensjahres des Kindes möglich, bei Weiterzahlung von 65–90 % des Lohnes. Eltern erhielten Kindergeld.

#### Mütterberufstätigkeit

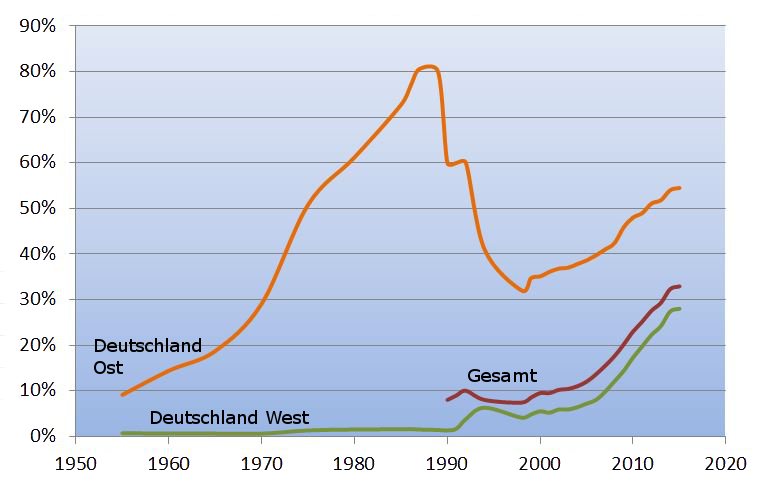
In den späten 1980er-Jahren gab es in Deutschland Ost für 80 % der Kleinkinder Krippenplätze

Die Frauen- und Familienpolitik der DDR setzte weitaus stärker als die der Bundesrepublik auf Emanzipation und Gleichstellung der Frau. Um Mutterschaft und Beruf leichter vereinbar zu machen, wurde das Kinderkrippen- und Kindergartennetz rigoros ausgebaut. Ein Großteil der unter 3-Jährigen wurden in Krippen betreut, die allerdings schlecht ausgestattet waren, besonders personell. 94 % der Vorschulkinder wurden, meist ganztägig, in Kindergärten betreut. 81 % der 6–10-jährigen Schulkinder besuchten nachmittags einen Hort. Berufstätige Mütter hatten auch Anspruch auf einen arbeitsfreien Haushaltstag im Monat.

#### Staatlicher Kindesentzug
Spätestens seit den frühen 1950er Jahren existierten in der DDR Dauerheime für Säuglinge und Kleinstkinder, in denen gesunde Kinder unter 3 Jahren beständig untergebracht waren, darunter Waisen und Sozialwaisen, aber auch Kinder alleinstehender Frauen sowie von Paaren, die in Schichtsystemen arbeiteten. Teile der SED-Führung förderten den Ausbau dieser Heime bis in die frühen 1960er Jahre, weil sie hier Gelegenheit zur sozialistischen Früherziehung sahen, während kritische Stimmen kaum Gehör fanden; die Einrichtungen bestanden noch bis zur Wiedervereinigung fort. Wie 1975 durch einen Spiegel-Artikel erstmals an die Öffentlichkeit drang, kam es in der DDR vereinzelt auch zu Zwangsadoptionen, von denen vor allem Familien mit Elternteilen betroffen waren, die aus der DDR geflohen waren.

### Bundesrepublik Deutschland (1965–1980)
Nach dem Ende der Ära Adenauer wurde der Mutterschutz in zwei Gesetzesnovellen (1965, 1968) weiter ausgedehnt. Die Schutzfristen umfassten von 1968 an 6 Wochen vor und 8 Wochen nach der Entbindung. Von 1979 an konnten Frauen über diese Schutzfristen hinaus einen aus Bundesmitteln finanzierten 4-monatigen Mutterschaftsurlaub nehmen.
1968 übernahmen die Krankenkassen in Deutschland die Kosten für Krankenhausgeburten, mit der Folge, dass die Zahl der Hausgeburten drastisch zurückging.
Die „Zweite Welle“ des Feminismus, die sich in Deutschland parallel zur 68er-Bewegung entwickelte, veränderte die Demografie und die messbaren Gesellschaftsstrukturen nur geringfügig. So stieg die Frauenerwerbsquote, die 1968–1970 mit 30,3 % niedriger als jemals zuvor in der deutschen Nachkriegsgeschichte gewesen war, bis zum Jahre 1980 nur auf 33,8 % an, also auf ein Niveau, das sie schon 1957/1958 gehabt hatte. Frauen heirateten jung, bekamen früh Kinder und führten ihr Leben mehrheitlich als Hausfrauen. Die von der Frauenbewegung erkämpfte (eingeschränkte) Legalisierung von Schwangerschaftsabbrüchen (26. April 1974 bis 25. Februar 1975; erneut seit 6. Mai 1976) hatte, da Verhütungsmittel schon zuvor leicht zugänglich gewesen waren, auf die Geburtenziffer keinen erkennbaren Einfluss.
Großen praktischen Einfluss auf den Alltag von Müttern hatte jedoch die von den 68ern beschleunigte Konjunktur des öffentlichen Interesses an frühkindlicher Bildung. 1966 erschien erstmals die Zeitschrift Eltern, 1967 wurde in Frankfurt der erste Kinderladen eröffnet, seit 1971 erschien die Fachzeitschrift kindergarten heute, und 1972 entstand das bayerische Staatsinstitut für Frühpädagogik. Die Versorgungsquote für Kindergartenbetreuung stieg von 33 % (1965) über 36 % (1969) auf 66 % (1975), stagnierte dann aber. 1980 wurden in der BRD 1.393.708 Kindergartenplätze und 105.673 Hortplätze gezählt. Auf sehr niedrigem Niveau stieg auch die Versorgung mit Krippenplätzen (1960–1970: 0,6 %; 1975: 1,3 %; 1980: 1,5 %).

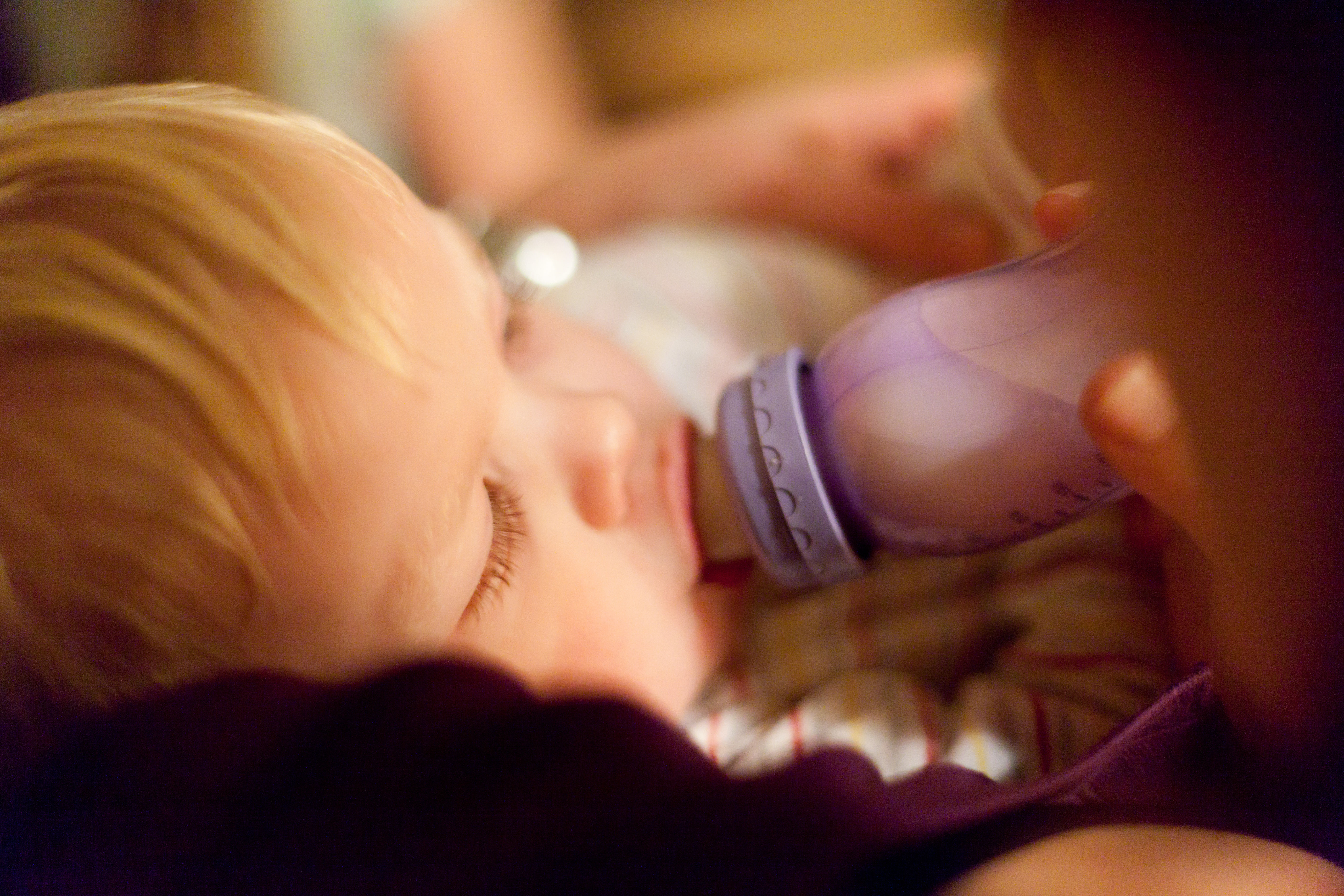
Die 1970er-Jahre waren die Gipfelzeit der Flaschenfütterung

Die Zeit der sozialliberalen Koalition brachte Müttern weitere Verbesserungen ihrer rechtlichen und wirtschaftlichen Situation. So wurde im Rahmen des Nichtehelichengesetzes von 1970 die obligatorische Amtsvormundschaft für nichteheliche Kinder abgeschafft. Frauen waren damit grundsätzlich berechtigt, elterliche Gewalt auch über uneheliche Kinder auszuüben; an die Stelle des Vormunds trat jedoch ein Amtspfleger, dessen Zuständigkeiten die elterliche Gewalt der unehelichen Mutter in einigen Punkten weiterhin beschnitten. Die Rentenreform von 1972 öffnete die gesetzliche Rentenversicherung erstmals auch für Hausfrauen, die von nun an Rentenbeiträge freiwillig nachentrichten konnten. Von 1975 an wurde Kindergeld erstmals auch für erstgeborene Kinder ausgezahlt. 1977 wurde mit dem Gesetz zur Reform des Ehe- und Familienrechts das Leitmodell der „Hausfrauenehe“ durch das Partnerschaftsprinzip ersetzt; der wirtschaftlich schwächere Ehepartner konnte vom wirtschaftlich stärkeren nach einer Scheidung Zahlung von Unterhalt verlangen.
Die Flaschenfütterung erlangte Mitte der 1970er Jahre ihre größte Verbreitung; etwa die Hälfte aller Säuglinge erhielt in dieser Zeit ausschließlich industrielle Säuglingsnahrung.

### Bundesrepublik Deutschland (1980–2000)

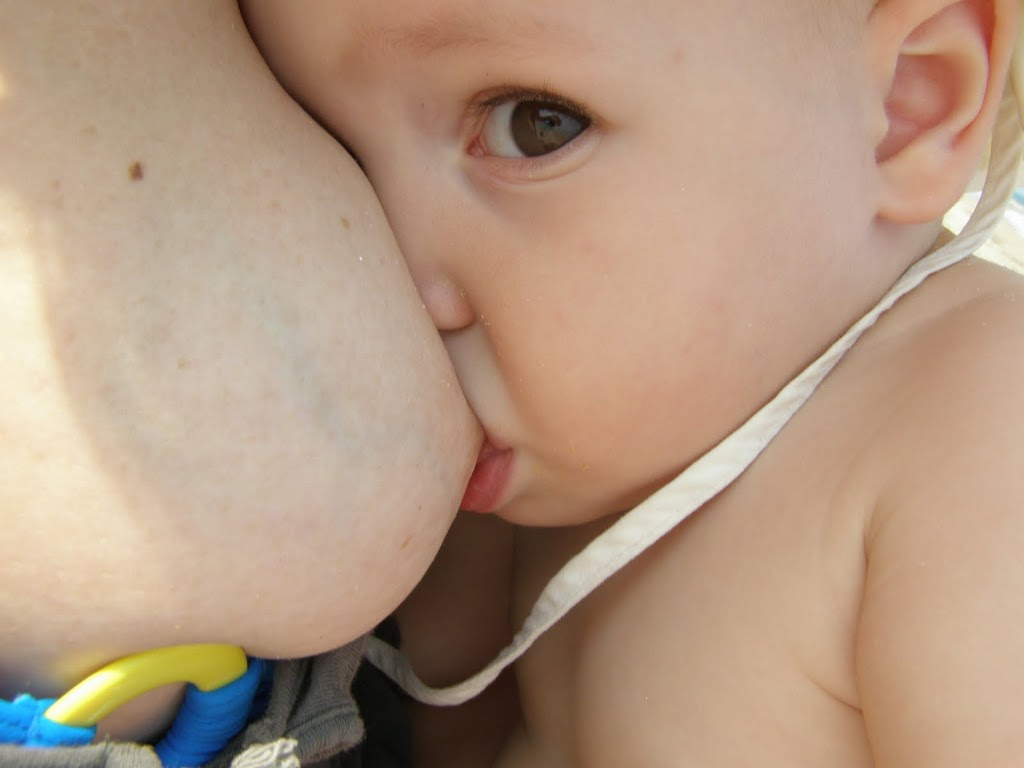
Das Stillen setzte sich in den 1980er-Jahren wieder als Standard-Fütterungsmethode durch

Bis in die 1980er Jahre bestanden in Westdeutschland private „Entbindungsheime“, in denen unverheiratete Frauen diskret gebären und ihr Kind zur Adoption freigeben konnten; diese Freigabe wurde den Frauen häufig abgepresst. In Bonn entstand 1984 eine Bundesstiftung Mutter und Kind, die Schwangere, die sich in einer finanziellen Notlage befinden, seither mit Zuschüssen von durchschnittlich 600 Euro unterstützt. 1996 wurde das Kindergeld deutlich angehoben; Familien mit 2 Kindern z. B. erhielten statt 200 DM nun 400 DM. Zum selben Zeitpunkt erhielten alle Kinder im Alter vom vollendeten 3. Lebensjahr bis zum Schulantritt Rechtsanspruch auf einen Kindergartenplatz. Ein 1985 in Kraft getretenes Beschäftigungsförderungsgesetz sollte Frauen, die wegen Kindererziehung zeitweise aus dem Erwerbsleben ausgeschieden sind, Zugang zum Umschulungs- und Fortbildungsmaßnahmen erleichtern. 1986 wurde mit dem Hinterbliebenenrenten- und Erziehungszeiten-Gesetz das sogenannte „Babyjahr“ eingeführt, die Anrechenbarkeit von Erziehungszeiten auf die gesetzlichen Rentenversicherung; das Gesetz wurde später mehrfach erweitert. Ebenfalls 1986 trat das Bundeserziehungsgeldgesetz in Kraft, auf dessen Grundlage vorwiegend Mütter eine Ausgleichsleistung für entgangene Erwerbstätigkeit erhalten konnten; auch dieses Gesetz wurde anschließend noch erweitert.
Die Indikationsregelung des § 218, mit dem Schwangerschaftsabbrüche strafrechtlich geregelt sind, wurde 1993 nach einer Entscheidung des Bundesverfassungsgerichtes faktisch durch eine Fristenregelung ersetzt, sodass fortan auch solche Frauen straffrei abtreiben konnten, für die eine soziale Indikation nicht in Frage gekommen wäre.
Das Stillen hatte seit Mitte der 1970er Jahre wieder starke Verbreitung erlangt. In einer 1997/1998 durchgeführten Studie wurde ermittelt, dass 91 % aller Mütter das Stillen im Krankenhaus wenigstens einmal probiert hatten; 58 % der untersuchten Kinder waren mindestens 4 Monate lang gestillt worden, 48 % waren mindestens 6 Monate lang gestillt worden.

### Jüngere Geschichte und Gegenwart

#### Demografie

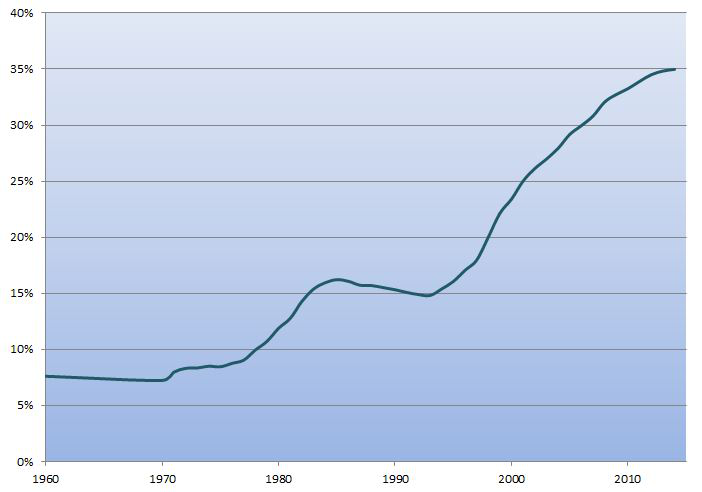
Der Anteil unehelicher Geburten ist seit den 1990er-Jahren stark angestiegen

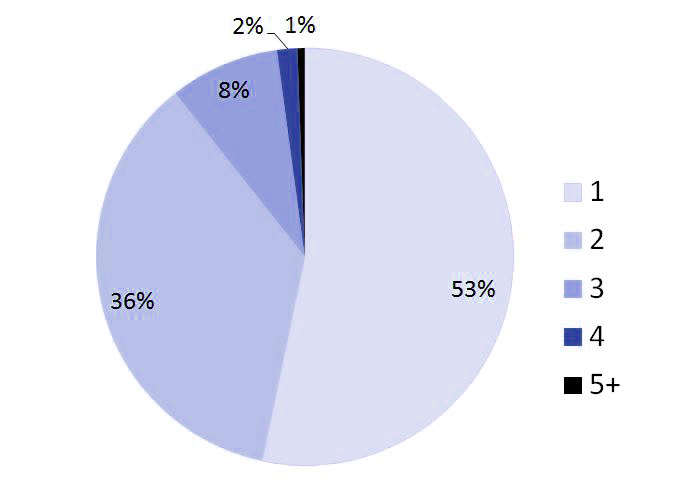
2011: Die Mehrheit der Mütter hat nur noch 1 Kind

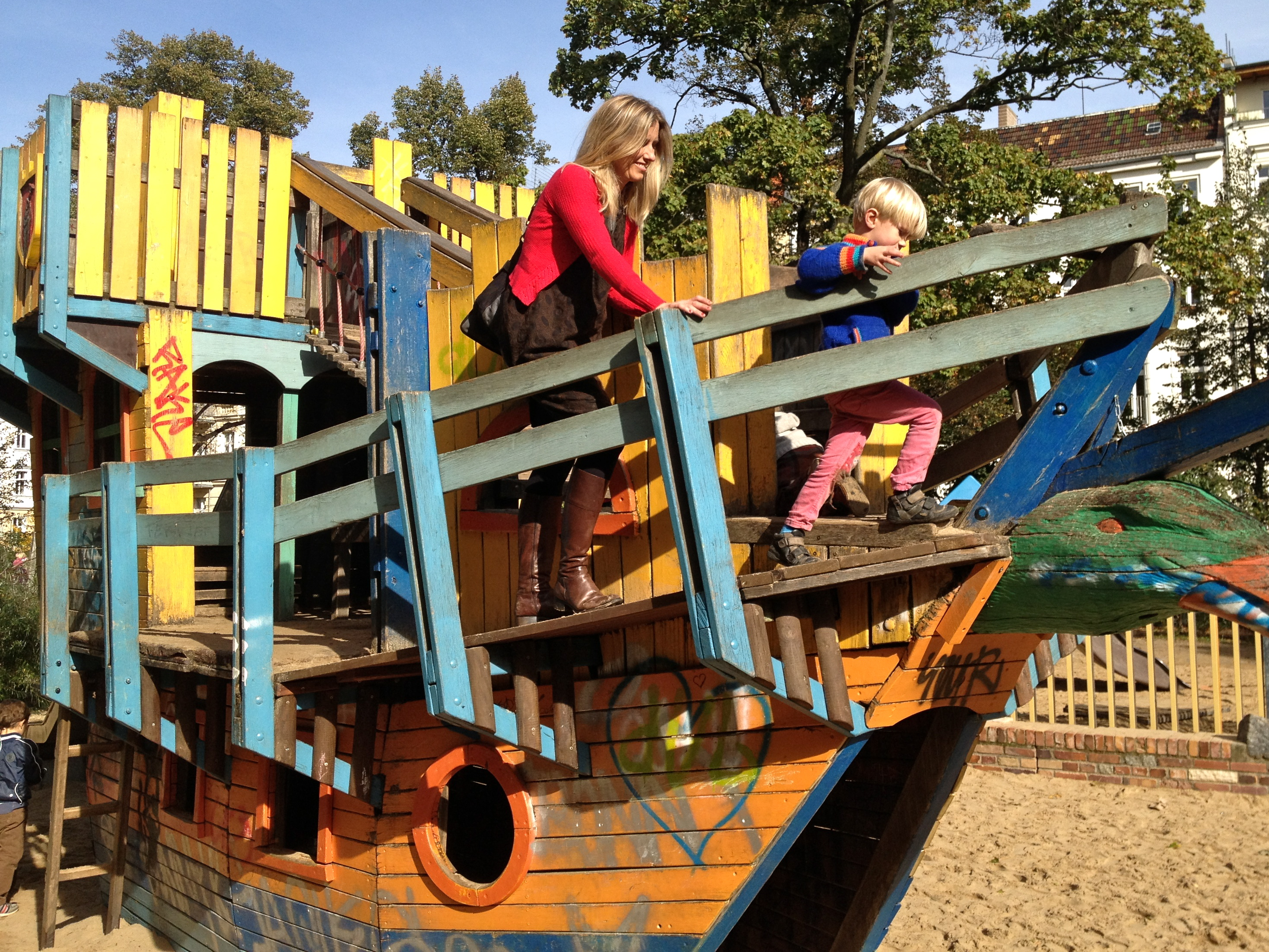
Mutter mit Kind in Berlin (2012)

78 % der Frauen, die im Jahre 2013 40 bis 44 Jahre alt waren, sind Mütter. In Ostdeutschland (85 %) sind es deutlich mehr als in Westdeutschland (77 %). Besonders niedrig ist der Mütteranteil bei Akademikerinnen (Akademikerinnen zwischen 45 und 49 Jahren: 70 %; Stand: 2012).
Die zusammengefasste Geburtenziffer ist in Deutschland seit etwa 1975 auf sehr niedrigem Niveau weitgehend stabil. Im Jahre 2014 lag sie bei 1,47 Kindern je Frau.
Der Bundespräsident hat im Jahre 2015 550 Ehrenpatenschaften für das siebente Kind von Eltern übernommen, die einen entsprechenden Antrag gestellt haben (2014: 600, 2013: 600, 2012: 460, 2011: 670, 2010: 603).
Im Jahre 2014 betrug das durchschnittliche Alter von Frauen bei der Geburt des ersten Kindes 29,5 Jahre, wobei es in den westlichen Bundesländern meist höher ist als in den östlichen. 2013 waren erstgebärende Mütter in Deutschland durchschnittlich 29 Jahre alt. 2007 lag das Durchschnittsalter noch bei 26 Jahren.
Im Jahre 2014 gab es in Deutschland rund 2.307.000 alleinerziehende Mütter (2000: 1.960.000, 2005: 2.236.000, 2010: 2.291.000).

#### Müttererwerbstätigkeit und Kinderbetreuung
Im Jahr 2002 standen, nachdem die absolute Zahl von Kindern stark gesunken war, Kindergartenplätze für 90 % aller Kinder im Vorschulalter zur Verfügung. Der Rechtsanspruch auf frühkindliche Förderung in Deutschland setzt seit dem 1. August 2013 bereits mit dem vollendeten 1. Lebensjahr ein. Die Erwerbstätigenquote ist bei Müttern deutlich geringer als bei Vätern; im Jahre 2013 betrug sie z. B. bei den 27-Jährigen rund 40 % (Väter: rund 80 %). 31,4 % der Mütter von Kleinkindern ging arbeiten (West: 30,2 %, Ost: 36,4 %). Mütter, die ein jüngstes Kind im Kindergartenalter (3–5 Jahre) hatten, waren im Jahre 2013 im Westen rund 60 % der Mütter erwerbstätig, im Osten 67,5 %.
Im Jahr 2018 waren 42,1 % der berufstätigen Mütter, die mindestens 1 Kind unter 3 Jahren hatten, in Elternzeit, also unbezahlt von der Arbeit freigestellt (Väter: 2,7 %); von den Müttern mit mindestens einem Kind unter 6 Jahren waren es 24,5 % (Väter: 1,6 %). Insgesamt stieg der Anteil der Eltern in Elternzeit, deren jüngstes Kind unter 6 Jahren war, in den letzten zehn Jahren von 9,1 % auf 12,6 %.

#### Erziehungstrends und Familiendebatte
Gut ausgebildete Mütter, die im großstädtischen Milieu leben und an sozialen und ökologischen Fragen interessiert sind, haben seit den 2000er Jahren auch in Deutschland dem aus den USA stammenden Attachment Parenting zu einem Aufschwung verholfen.
Ein weiteres neues kulturelles Phänomen sind Stellungnahmen wie die von Sarah Fischer (Die Mutterglück-Lüge, 2016) und Esther Göbel (Die falsche Wahl, 2016), die im Anschluss an Orna Donaths vielbeachtete israelische Studie Regretting motherhood auch im deutschsprachigen Raum der Enttäuschung von Frauen öffentliches Gehör und Verständnis zu schaffen versuchen, die ihre Entscheidung, Kinder zu bekommen, bereut haben und sich damit in krassem Widerspruch zu Autorinnen wie etwa Alina Bronsky und Denise Wilk (Die Abschaffung der Mutter, 2016) befinden, die Mutterschaft glühend verteidigen.

## Superlative
Als Frau mit den meisten Geburten in der Geschichte Deutschlands gilt Barbara Stratzmann mit angeblich 53 Kindern (im 15./16. Jahrhundert), von denen allerdings keines älter als 8 Jahre wurde. Als kinderreichste Mutter der Welt nennt das Guinness-Buch der Rekorde die namentlich nicht bekannte Frau des russischen Bauern Feodor Vassilyew, die im 18. Jahrhundert bei 27 Niederkünften 69 Kindern (16-mal Zwillinge, 7-mal Drillinge und 4-mal Vierlinge) das Leben geschenkt haben soll.
Die Peruanerin Lina Medina wurde im Alter von fünf Jahren zur jüngsten Mutter der Welt. Laut der Siegener Zeitung soll eine Elfjährige, die im Jahr 2024 ein Kind zur Welt brachte, die jüngste bekannte Mutter in Deutschland sein. Vater des Kindes ist der Stiefvater des Mädchens. Die jüngste Mutter in Österreich soll bei ihrer Entbindung (2008) 11 Jahre alt gewesen sein; die jüngste in der Schweiz war 13 Jahre alt (2008).
María del Carmen Bousada erlangte 2006 Berühmtheit, als sie nach einer Kinderwunschbehandlung im Alter von 66 Jahren Zwillinge zur Welt brachte. Diejenige Frau, die im höchsten Alter noch geboren hat, ist gegenwärtig jedoch Daljinder Kaur, eine Frau aus Indien, die 2016 im Alter von mindestens 70 Jahren nach einer Kinderwunschbehandlung ihr erstes Kind zur Welt gebracht hat. In Berlin hatte im Mai 2015 eine 65-jährige Mutter Vierlinge geboren.

## Ikonografie
In der bildenden Kunst spielt die Darstellung von Müttern in allen menschlichen Kulturen eine wichtige Rolle. Die bildliche Repräsentation von Müttern beginnt in der Urgeschichte mit altsteinzeitlichen Venusfigurinen und Höhlenmalereien schwangerer und stillender Frauen, geht über mittelalterliche Marienbildnisse und Pietàs und reicht bis in die moderne Kunst, etwa zu Niki de Saint Phalles „Nana“-Plastiken.

## Psychoanalytische Perspektive
Als Mutterarchetyp, auch Große Mutter oder Urmutter, spielt die Bedeutung der Mutter eine zentrale Rolle in der analytischen Psychologie nach Carl Gustav Jung.

## Filme
- Dominique Cabréra: Le lait de la tendresse humaine. (Deutsch: Milch der Zärtlichkeit.) Frankreich/Belgien 2001 (Spielfilm).
- Helke Sander: Muttertier – Muttermensch. Deutschland 1998 (Essayfilm).
- Maria Speth: Madonnen. Deutschland / Schweiz / Belgien 2007 (Spielfilm).